# Fernand Angibault
Fernand Angibault, né le 20 novembre 1894 à Amboise (Indre-et-Loire) et décédé le 23 décembre 1986  à Saumur (Maine-et-Loire), est un homme politique français.

## Biographie
Fils d'un entrepreneur du bâtiment, Fernand Angibault poursuit ses études jusqu'au brevet élémentaire, avant d'être mobilisé et de participer aux combats de la première guerre mondiale. Grièvement blessé et fait prisonnier, il ne rentre en France qu'en décembre 1918, pour recevoir la croix de guerre et la médaille de Verdun.
Installé à Saumur comme marbrier, il entre en politique après la deuxième guerre mondiale, en adhérant au Mouvement Républicain Populaire. Elu maire adjoint de Saumur, en 1947, il devient premier adjoint lorsque l'Amiral André Commentry succède à Emmanuel Clairefond, décédé en cours de mandat, fin 1953.
Quelques semaines plus tard, Commentry démissionnant, Angibault devient maire de Saumur, et conserve ce mandat jusqu'en 1957.
En janvier 1956, il figure en troisième position sur la liste du MRP pour les élections législatives dans le Maine-et-Loire, ce qui lui permet d'être élu député.
Son mandat s'achève en 1958.

## Détail des fonctions et des mandats
Mandat parlementaire
- 19 janvier 1956 - 9 décembre 1958 : député de Maine-et-Loire